# Saint-Germain-de-Lusignan
Saint-Germain-de-Lusignan is một xã ở tỉnh tổng Jonzac in the Charente-Maritime department in the Nouvelle-Aquitaine region in southwestern Pháp.
The river Seugne flows northwestward through the commune.

## Dân số
| Năm  | Dân số | Density | Percent of the canton |
| ---- | ------ | ------- | --------------------- |
| 1962 | 704    | -       | -                     |
| 1968 | 725    | -       | -                     |
| 1975 | 909    | -       | -                     |
| 1982 | 1090   | -       | -                     |
| 1990 | 1166   | -       | -                     |
| 1999 | 1145   | 63/km²  | 11.46%                |

- Xã của tỉnh Charente-Maritime